# Diuna (film 1984)
Diuna – amerykański film science-fiction w reżyserii Davida Lyncha z 1984 r., który powstał na podstawie powieści Franka Herberta pod tym samym tytułem.

## Obsada
- Paul Atryda – Kyle MacLachlan
- Lady Jessika – Francesca Annis
- książę Leto Atryda – Jürgen Prochnow
- Thufir Hawat – Freddie Jones
- Gurney Halleck – Patrick Stewart
- Duncan Idaho – Richard Jordan
- dr Wellington Yueh – Dean Stockwell
- baron Vladimir Harkonnen – Kenneth McMillan
- Piter de Vries – Brad Dourif
- Feyd-Rautha – Sting
- Rabban – Paul L. Smith
- Nefud – Jack Nance
- dr barona – Leonardo Cimino
- Padyszach Imperator Szaddam IV – José Ferrer
- księżniczka Irulana – Virginia Madsen
- dr „Liet” Kynes – Max von Sydow
- Wielebna Matka G. H. Mohiam – Siân Phillips
- Wielebna Matka Ramallo – Silvana Mangano
- Stilgar – Everett McGill
- Chani – Sean Young
- Szadout Mapes – Linda Hunt
- Alia – Alicia Witt
- Diunida – David Lynch
- Hara – Molly Wryn
- Dżamis – Judd Omen
- Korba – Danny Corkill
- Othejm – Honorato Magaloni (jako Honorato Magalone)

## Produkcja
Historia ekranizacji Diuny rozpoczęła się w 1972 roku, gdy Arthur P. Jacobs (producent serialu Planeta Małp) zakupił prawa autorskie do ekranizacji powieści, jednak nagła śmierć Jacobsa uniemożliwiła plany adaptacji. Prawa autorskie odkupił Francuz, Michael Seydoux. Powierzył realizację awangardowemu reżyserowi z Chile, Alejandro Jodorowsky’emu i wyznaczył datę rozpoczęcia zdjęć na wrzesień 1975 roku. W jego zamyśle, miał to być film z rozmachem, jakiego nie widział jeszcze świat. W obsadzie znaleźć się mieli Orson Welles, Charlotte Rampling, a nawet (w roli Cesarza Szaddama IV) malarz surrealistyczny Salvadore Dali. Muzykę miała skomponować i wykonać grupa Pink Floyd, natomiast projekty plastyczne przygotowali: Hans Ruedi Giger i Jean „Moebius” Giraud. Moebius przygotował także rysunkowy scenariusz (tzw. storyboard). Prace przygotowawcze trwały zbyt długo i pochłonęły ponad dwa miliony dolarów, przez co Seydoux nie potrafił znaleźć finansistów gotowych wydać pieniądze na film i w lipcu 1974 roku odstąpił od ekranizacji. Jak się potem wypowiadał w wywiadach autor powieści Frank Herbert – „Film Jodorowsky’ego musiałby trwać dwadzieścia godzin…”.
W 1975 roku książką zainteresowała się Raffaela De Laurentiis, córka Silvany Mangano i producenta filmowego Dino De Laurentiisa. Zarekomendowała ją swojemu ojcu, który w 1980 nabył prawa autorskie do całej sagi Herberta. Początkowo reżyserię powierzył on Ridleyowi Scottowi, pamiętając o sukcesie jego filmu Obcy (1979), jednak wskutek nieporozumień rok później Scott zrezygnował z realizacji. Tym razem reżysera zaproponowała Raffaella De Laurentiis, a mianowicie Davida Lyncha, autora scenariusza i reżysera filmu Człowiek słoń (1980).
Cała realizacja filmu trwała trzy i pół roku, pochłaniając ponad 45 milionów dolarów. Nad efektami specjalnymi pracował w Los Angeles m.in. Albert Whitlock (Ptaki, Przybysz), natomiast nad stworzeniem przekonujących czerwi pustyni i nawigatorów Gildii – Carlo Rambaldi (King Kong, Obcy, E.T.).

## Inne informacje
- USA-Meksyk, 1984; budżet: 52 000 000 $
- Plenery filmowe: Estudios Churubusco Azteca, Miasto Mexico; Iztapalapa; Pustynia Samalayuca
- Czas realizacji: 30 marca 1983 – 27 stycznia 1984; 28 maja 1984 – 24 sierpnia 1984 (montaż)
- Premiera: (TV – tzw. wersja Alana Smithee) maj 1988

## Nagrody i nominacje
Oscary za rok 1984
- Najlepszy dźwięk – Steve Maslow, Kevin O’Connell, Nelson Stoll i Bill Varney (nominacja)

Nagrody Saturn 1984
- Najlepsze kostiumy – Bob Ringwood

nominacje:
- Najlepszy film science-fiction
- Najlepsza charakteryzacja – Giannetto De Rossi
- Najlepsze efekty specjalne – Barry Nolan